# Taifa Huesca
De taifa Huesca was een emiraat (taifa) in Aragón, in het noorden van Spanje. De taifa kende een korte onafhankelijke periode van 1046/47 tot 1048. De stad Huesca (Arabisch: Wasqah) was de hoofdplaats van de taifa.
Na het overlijden van Al-Musta'in I, emir van Zaragoza werden verschillende gebieden onder zijn zoons verdeeld. Lubb ibn Suleiman kreeg Huesca. In 1048 kwam de taifa weer aan Zaragoza.